# Aloysius Ferdinandus Zichem
Aloysius Ferdinandus Zichem (Paramaribo, 28 febbraio 1933 – Paramaribo, 13 novembre 2013) è stato un vescovo cattolico surinamese.
È stato il primo vescovo surinamese della Chiesa cattolica.

## Biografia
Entrato nella Congregazione del Santissimo Redentore, Zichem ha pronunciato i voti solenni nel 1955 ed è stato ordinato prete il 14 agosto 1960. Il 2 ottobre 1969 è stato nominato vescovo ausiliare di Paramaribo e vescovo titolare di Fuerteventura; ha ricevuto la consacrazione episcopale l'8 febbraio 1970. 
Il 30 agosto 1971 è stato nominato vescovo di Paramaribo. Il 9 agosto 2003 ha rinunciato al ministero episcopale per motivi di salute, diventando vescovo emerito.

## Genealogia episcopale
La genealogia episcopale è:
- Vescovo Johannes Wolfgang von Bodman
- Vescovo Marquard Rudolf von Rodt
- Vescovo Alessandro Sigismondo di Palatinato-Neuburg
- Vescovo Johann Jakob von Mayr
- Vescovo Giuseppe Ignazio Filippo d'Assia-Darmstadt
- Arcivescovo Clemente Venceslao di Sassonia
- Arcivescovo Maximilian Franciscus von Habsburg-Lothringen Österreich
- Vescovo Kaspar Max Droste zu Vischering
- Vescovo Cornelius Ludovicus van Wijckerslooth van Schalkwijk
- Arcivescovo Joannes Zwijsen
- Vescovo Franciscus Jacobus van Vree
- Arcivescovo Andreas Ignatius Schaepman
- Arcivescovo Pieter Mathijs Snickers
- Vescovo Gaspard Josephus Martinus Bottemanne
- Arcivescovo Hendrik van de Wetering
- Vescovo Pieter Adriaan Willem Hopmans
- Cardinale Johannes de Jong
- Arcivescovo Willem Pieter Adriaan Maria Mutsaerts
- Vescovo Stephanus Joseph Maria Magdalena Kuijpers, C.SS.R.
- Vescovo Aloysius Ferdinandus Zichem, C.SS.R.